# Camors

Camors este o comună în departamentul Morbihan, Franța. În 1 ianuarie 2022 avea o populație de 3.180 de locuitori.